# Dzika rzeka (film 1994)
Dzika rzeka – amerykański film sensacyjny z 1994 roku.

## Obsada
- Meryl Streep – Gail Hartman
- Stephanie Sawyer – Willa
- Joseph Mazzello – Roarke
- David Strathairn – Tom
- Kevin Bacon – Wade
- John C. Reilly – Terry
- William Lucking – Frank

## Nagrody i nominacje
Złote Globy 1994
- Najlepsza aktorka dramatyczna - Meryl Streep (nominacja)
- Najlepszy aktor drugoplanowy - Kevin Bacon (nominacja)